# Sula (lud)
Sula – ludność austronezyjska zamieszkująca Wyspy Sula w indonezyjskiej prowincji Moluki Północne, dzieląca się na szereg grup i podgrup etnicznych (w tym Sula-Sanana i Taliabu). Ich całkowita populacja wynosi 85 tys. osób, z czego 50 tys. to Sula-Sanana.
Posługują się językami sanana (sula) i taliabu; w użyciu jest też regionalny język ternate. W roli miejscowej lingua franca przyjął się malajski amboński; z kolei ternate to dawny język administracji. Lokalny malajski stanowi dominujący środek komunikacji na obszarach miejskich. Znany jest też język indonezyjski. W większości wyznają islam w odmianie sunnickiej, niektórzy to protestanci; częściowo zachowują rodzime wierzenia animistyczne. 
Archipelag Sula bywa wymieniany wśród najsłabiej poznanych zakątków Indonezji. W okresie od XV do XX w. wyspy wchodziły w skład Sułtanatu Ternate; wtedy też ludność Sula znalazła się w sferze kulturowej północnych Moluków.
Podstawowe zajęcia ludności Sula to ręczna uprawa roli (rośliny okopowe, banany, różne owoce, ryż suchy i kukurydza), rybołówstwo i eksploatacja lasów. Na wyspie Taliabu dłużej zachował się łowiecko-zbieracki tryb życia. Pożywienie w dużej mierze roślinne, na bazie batatów, manioku, bananów; sago (kleik papeda); w święta – ryż, mięso drobiowe lub kozie.
Rozwinął się folklor muzyczno-taneczny; instrumenty ludowe to gong i bęben. Znaczną rolę odgrywają elementy wierzeń tradycyjnych (szamanizm, wróżenie, zaklęcia, stosowanie amuletów).